# Kručići
Kručići (također i u varijantama Krucići, Krusići, Krušići, Kružići ili Križići; lat. i tal.: Croce, Crose, Crosio, Crossio, Cruse ili Cruce), hrvatska plemićka obitelj, jedna od najstarijih patricijskih obitelji iz Dubrovačke Republike. 

## Obiteljska povijest
O najranijoj prošlosti obitelji nema puno podataka. Spominju se u ranom razdoblju Dubrovačke Republike, a u 14. stoljeću, premda ukupnim brojem pripadnika malobrojni, spadaju među deset njenih najbogatijih aristokratskih rodova. U tom su stoljeću sudjelovali u raspodjelama zemlje na nekim novostečenim ili starim teritorijima Republike, i to na Pelješcu 1333. godine, zatim na gornjim dijelovima Astareje (najstarijeg kopnenog područja Republike) 1366. godine, te prigodom razdiobe zemlje u Dubrovačkom primorju (sjeverozapadno od samog grada) 1399.
U dvjestogodišnjem razdoblju između 1440. i 1640. godine bilo je ukupno 10 njihovih pripadnika koji su ušli u dubrovačko Veliko vijeće, tijelo koje popunjavaju svi punoljetni plemići Republike, u kojem je u tih 200 godina bilo ukupno oko 2.200 članova. Istodobno su svega dva puta puta birani u Vijeće umoljenih, odnosno za senatore, a nijednom za članove Malog vijeća. Za dubrovačkog kneza, najvišeg državnog dužnosnika, birani su jedanput.
Sve to govori u prilog činjenici da je obitelj spadala u donji, manje utjecajni sloj dubrovačkog patricijata. Kroz stoljeća obitelj nikad nije bila jače razgranata, kao što su to bile neke druge, na primjer Gučetići (koji su imali 267 članova Velikog vijeća u razdoblju 1440. – 1640.), Bunići (240), Sorkočevići (190), Gundulići (124), Kabužići (107), Palmotići (46) i drugi. Usprkos tome, održala se do 18. stoljeća, kada izumiru njezini posljednji pripadnici.
Najpoznatiji odvjetak obitelji bio je Ivan Kručić (Joannes de Cruce), koji je krajem 13. i početkom 14. stoljeća bio biskup, najprije u Stonu, a zatim u Korčuli. Za biskupa je došao iz redova dubrovačkih dominikanaca, a zaslužan je što je, zbog poteškoća s miješanim sastavom stanovništva i teškim stanjem crkvenih prilika u Stonu, gdje je stolovao, prenio biskupsko sjedište u grad Korčulu.

## Vanjske poveznice
- Položaj Kručića/Krucića među dubrovačkim plemićkim rodovima
- Stonsko-korčulanski biskup od 1291. godine bio je Ivan Kručić, dominikanac iz Dubrovnika
- Ivan Kručić prenosi 1300. godine sjedište biskupije iz Stona u Korčulu
- „Stonski biskup Ioannes de Cruce (Ivan Križić) prebacio svoje sjedište iz Stona u Korčulu“